# Gauche indépendante
Pour les articles homonymes, voir Gauche indépendante (Italie).
La Gauche indépendante est le nom de deux différents groupes parlementaires de la Chambre des députés.

## Une scission de l'aile gauche duPRDSpro-Gouvernement Briand(1925-1928)
À la suite de la fin du total soutien de la SFIO aux gouvernements issus du Cartel des gauches à la fin de l'année 1925 (les gouvernements Painlevé (3) où les socialistes s'abstiennent, et surtout Briand (8) où certains d'entre eux votent contre), le reste du cartel regarde vers le centre droit pour continuer à gouverner.
Devant la perte d'influence de la SFIO dans la politique gouvernementale, des membres de groupes centristes décident de soutenir cette dernière pour l'orienter vers une politique de « concentration républicaine » opposée aux idées socialistes. l'artisan principal de cette manœuvre est Yves Le Trocquer.
Dix membres de la Gauche républicaine démocratique et quatre du groupe des Républicains de gauche décident de former un nouveau groupe le 6 novembre 1925, intitulé Groupe de la Gauche indépendante, qui rompt avec la ligne politique d'opposition systématique au cartel de la Ligue républicaine nationale d'Alexandre Millerand.
Ce premier groupe représente l'aile droite des gouvernements de centre-gauche qui se succèdent jusqu'au gouvernement Poincaré en juillet 1926.
Puis ils deviennent poincaristes et restent dans la majorité.
Le secrétaire est Jean Carnot.
Le groupe n'est pas reconduit en 1928, seuls six de ses membres étant réélus. Ils rejoindront les groupes de la mouvance radicale indépendante.

### Membres (1925-1928)[2]
| Député             | Département           | XIIIe législature 1924-1925 | XIIIe législature 1924-1925      | XIIIe législature 1925-1928 | XIIIe législature 1925-1928 | XIVe législature | XIVe législature           |
| ------------------ | --------------------- | --------------------------- | -------------------------------- | --------------------------- | --------------------------- | ---------------- | -------------------------- |
| Edmond Boyer       | Maine-et-Loire        |                             | Républicains de gauche           |                             | Gauche indépendante         |                  | Gauche sociale et radicale |
| Jean Carnot        | Charente              |                             | Gauche républicaine démocratique |                             | Gauche indépendante         |                  | Battu                      |
| Pierre de Chambrun | Lozère                |                             | Républicains de gauche           |                             | Gauche indépendante         |                  | Députés indépendants       |
| Maurice Colrat     | Seine-et-Oise         |                             | Gauche républicaine démocratique |                             | Gauche indépendante         |                  | Battu                      |
| Yves Gallou        | Côtes-du-Nord         |                             | Républicains de gauche           |                             | Gauche indépendante         |                  | Battu                      |
| Adolphe Landry     | Corse                 |                             | Gauche républicaine démocratique |                             | Gauche indépendante         |                  | Gauche radicale            |
| François Le Friec  | Côtes-du-Nord         |                             | Gauche républicaine démocratique |                             | Gauche indépendante         |                  | Ne se représente pas       |
| Yves Le Trocquer   | Côtes-du-Nord         |                             | Gauche républicaine démocratique |                             | Gauche indépendante         |                  | Gauche radicale            |
| Ernest Outrey      | Cochinchine française |                             | Gauche républicaine démocratique |                             | Gauche indépendante         |                  | Gauche radicale            |
| Jean Périnard      | Seine-et-Oise         |                             | Gauche républicaine démocratique |                             | Gauche indépendante         |                  | Ne se représente pas       |
| Alfred Rabouin     | Maine-et-Loire        |                             | Républicains de gauche           |                             | Gauche indépendante         |                  | Battu                      |
| Pierre Sérandour   | Côtes-du-Nord         |                             | Gauche républicaine démocratique |                             | Gauche indépendante         |                  | Ne se représente pas       |
| Robert Thoumyre    | Seine-Inférieure      |                             | Gauche républicaine démocratique |                             | Gauche indépendante         |                  | Républicains de gauche     |
| Armand Waron       | Côtes-du-Nord         |                             | Gauche républicaine démocratique |                             | Gauche indépendante         |                  | Battu                      |

## Une scission de l'aile gauche desIndépendants de gauche(1932-1936)
Après les Élections législatives françaises de 1932, le groupe des Indépendants de gauche (qui réunissait les députés de centre gauche, gravitant autour du radicalisme indépendant et de l'aile droite des républicains socialistes) se divise.
À gauche, ceux qui veulent un groupe "fermé", c'est-à-dire accessible uniquement aux députés élus sur un programme de gauche, avec une certaine unité dans les votes (tels Jean-Michel Renaitour ou Henry Torrès). Ils veulent s'ancrer dans la majorité "Cartelliste".
L'aile droite qui veut maintenir le groupe ouvert à "tous les républicains laïques et sociaux" et garder une totale liberté de votes pour ses membres. (Comme Jean Montigny).
C'est cette dernière qui l'emporte dans la réunion du 1er juin 1932 et garde le nom d'"Indépendants de gauche", les autres créant le Groupe républicain des indépendants de gauche début juin 1932, qui se rebaptise rapidement Groupe de la Gauche indépendante.
C'est l'un des 16 groupes de la Chambre durant la législature 1932-1936.
Le groupe se reconstitue en 1936, mais la plupart de ses membres ayant été battus, seuls quatre sortants en font partie.

### Membres[8]
| Émile Béron                        | Moselle          |  | Communiste (1928-1933)                    |  | Gauche indépendante (1933-1936)                     |  | Gauche indépendante                       |
| Henri Chatenet                     | Seine-et-Oise    |  | Non élu                                   |  | Gauche indépendante                                 |  | Battu                                     |
| Georges Chauvel                    | Oise             |  | Non élu                                   |  | Gauche indépendante (Invalidé le 17/11/1932)        |  |                                           |
| Henri Clerc                        | Haute-Savoie     |  | Non élu                                   |  | Gauche indépendante (1934-1936) Rad-soc (1932-1934) |  | Ne se représente pas                      |
| Camille Dahlet                     | Bas-Rhin         |  | Indépendants de gauche                    |  | Gauche indépendante                                 |  | Indépendants d'action populaire           |
| Maurice Delom-Sorbé                | Basses-Pyrénées  |  | Non élu                                   |  | Gauche indépendante                                 |  | Gauche indépendante                       |
| Paul Deudon                        | Alpes-Maritimes  |  | Non élu                                   |  | Gauche indépendante                                 |  | Battu                                     |
| Victor Doeblé                      | Moselle          |  | Communiste                                |  | Gauche indépendante                                 |  | Battu                                     |
| André Grisoni                      | Seine            |  | Battu                                     |  | Gauche indépendante (1934-1936) Rad-soc (1932-1934) |  | Battu                                     |
| Guy La Chambre                     | Ille-et-Vilaine  |  | Indépendants de gauche                    |  | Gauche indépendante                                 |  | Républicain radical et radical-socialiste |
| Jean-Pierre Mourer                 | Bas-Rhin         |  | Communiste                                |  | Gauche indépendante                                 |  | Indépendants d'action populaire           |
| Georges Moutet                     | Basses-Pyrénées  |  | Non élu                                   |  | Gauche indépendante                                 |  | Battu                                     |
| Richard Prentout                   | Calvados         |  | Non élu                                   |  | Gauche indépendante                                 |  | Ne se représente pas                      |
| Jean-Michel Renaitour              | Yonne            |  | Indépendants de gauche                    |  | Gauche indépendante                                 |  | Gauche indépendante                       |
| Camille Rimbert                    | Vienne           |  | Non élu                                   |  | Gauche indépendante                                 |  | Battu                                     |
| Simon Sabiani                      | Bouches-du-Rhône |  | Députés indépendants                      |  | Gauche indépendante                                 |  | Battu                                     |
| Léon Thébault                      | Ille-et-Vilaine  |  | Indépendants de gauche                    |  | Gauche indépendante                                 |  | Battu                                     |
| Henry Torrès                       | Alpes-Maritimes  |  | Non élu                                   |  | Gauche indépendante                                 |  | Battu                                     |
| Ont fait une déclaration d'entente |                  |  |                                           |  |                                                     |  |                                           |
| Gaston Bergery                     | Seine-et-Oise    |  | Républicain radical et radical-socialiste |  | Gauche indépendante (1933-1934) Rad-soc (1932-1933) |  | Gauche indépendante                       |
| Charles Feuillette                 | Aisne            |  | Non élu                                   |  | Gauche indépendante (1933-1936)                     |  | Battu                                     |

## XVIe législature, un regroupement pro-Front populaire
Le groupe se reconstitue sur l'initiative de Jean-Michel Renaitour. Après la victoire du Front populaire aux 1936, les députés de plusieurs petites formations de gauche et de centre-gauche qui ont été élus sur son programme se regroupent.
Ce groupe rassemble en juin 1936 les membres de : 
- la Ligue de la jeune République ;
- le Parti radical-socialiste Camille Pelletan ;
- le Parti social-national ;
- le Parti d'unité prolétarienne ;
- le Parti frontiste ;
- ainsi que des socialistes indépendants, anciens membres de la SFIO et du Parti républicain-socialiste n'ayant pas rejoint l'USR.

Le Groupe de la Gauche indépendante soutient le gouvernement du Front populaire.

### Au cours de la législature
- Le PUP se fond dans la SFIO en 1937, ses élus faisant de même sauf René Plard qui rejoint l'Union socialiste républicaine en 1939.

- Le Parti frontiste se scinde, l'ancienne tendance Troisième force (dont Georges Izard) entre elle aussi dans la SFIO pour rassembler tous les socialistes antifascistes dans le même parti. Le reste du parti (dont Gaston Bergery) se rapprochera du PPF.

- Les élus du Parti radical-socialiste Camille Pelletan partent également en 1937, André Albert et René Château se rapprochant du groupe Radical-socialiste, Lucien Camus rejoignant lui le groupe de l'Union socialiste républicaine.

### Membres par sous-groupes[10]
| Gauche indépendante                       |                    |  |                                    |  |                                                        |                           |
| Émile Béron                               | Moselle            |  | Gauche indépendante (1933-1936)    |  | Gauche indépendante                                    | Pour                      |
| Antoine Cayrel                            | Gironde            |  | Parti socialiste de France         |  | Gauche indépendante                                    | Pour                      |
| Maurice Delom-Sorbé                       | Basses-Pyrénées    |  | Gauche indépendante                |  | Gauche indépendante                                    | Contre                    |
| Galandou Diouf                            | Colonie du Sénégal |  | Républicains de gauche (Entente)   |  | Gauche indépendante                                    | Dans le Massilia          |
| Alfred Elmiger                            | Bouches-du-Rhône   |  | Non élu                            |  | Gauche indépendante (puis "Entente" (1937-1940)        | Contre                    |
| Jean Mendiondou                           | Basses-Pyrénées    |  | Non élu                            |  | Gauche indépendante                                    | Contre                    |
| Jean Michard-Pellissier                   | Hautes-Alpes       |  | Non élu                            |  | Gauche indépendante                                    | Pour                      |
| Maurice Montel                            | Cantal             |  | Non élu                            |  | Gauche indépendante                                    | Contre                    |
| Gabriel Plancke                           | Nord               |  | Communiste                         |  | Gauche indépendante                                    | Ne prend pas part au vote |
| Jean-Michel Renaitour                     | Yonne              |  | Gauche indépendante                |  | Gauche indépendante                                    | Ne prend pas part au vote |
| Joseph Serda                              | Algérie française  |  | Gauche radicale                    |  | Gauche indépendante                                    | Ne prend pas part au vote |
| Parti de la Jeune République              |                    |  |                                    |  |                                                        |                           |
| Albert Blanchoin                          | Maine-et-Loire     |  | Indépendants de gauche (1935-1936) |  | Gauche indépendante (1936-1938)→Démocrate populaire    | Prisonnier de guerre      |
| Paul Boulet                               | Hérault            |  | Non élu                            |  | Gauche indépendante                                    | Contre                    |
| Jean Leroy                                | Vosges             |  | Non élu                            |  | Gauche indépendante                                    | Prisonnier de guerre      |
| Philippe Serre                            | Meurthe-et-Moselle |  | Indépendants de gauche             |  | Gauche indépendante                                    | Contre                    |
| Parti d'unité prolétarienne               |                    |  |                                    |  |                                                        |                           |
| Louis Gélis                               | Seine              |  | Unité ouvrière                     |  | Gauche indépendante                                    | Décédé le 28/01/1940      |
| Émile Périn                               | Nièvre             |  | Unité ouvrière                     |  | Gauche indépendante                                    | Pour                      |
| René Plard                                | Aube               |  | Unité ouvrière                     |  | Gauche indépendante                                    | Ne prend pas part au vote |
| Parti radical-socialiste Camille Pelletan |                    |  |                                    |  |                                                        |                           |
| André Albert                              | Deux-Sèvres        |  | Non élu                            |  | Gauche indépendante                                    | Pour                      |
| Lucien Camus                              | Seine-et-Oise      |  | Non élu                            |  | Gauche indépendante                                    | Ne prend pas part au vote |
| René Château                              | Charente-Maritime  |  | Non élu                            |  | Gauche indépendante                                    | Pour                      |
| Parti frontiste                           |                    |  |                                    |  |                                                        |                           |
| Gaston Bergery                            | Seine-et-Oise      |  | Gauche indépendante (1933-1934)    |  | Gauche indépendante                                    | Pour                      |
| Georges Izard                             | Meurthe-et-Moselle |  | Non élu                            |  | Gauche indépendante (1936-1937)                        | Prisonnier de guerre      |
| Ont fait une déclaration d'entente        |                    |  |                                    |  |                                                        |                           |
| Jacques Doriot                            | Seine              |  | Unité ouvrière                     |  | Gauche indépendante (1936-1937)                        | Démissionne le 29/06/1937 |
| Adrien Marquet                            | Gironde            |  | Parti socialiste de France         |  | Gauche indépendante                                    | Pour                      |
| Fernand Bouisson                          | Bouches-du-Rhône   |  | Parti socialiste (1932-1934)       |  | Gauche indépendante (1937-1940)                        | Pour                      |
| Émile Gellie                              | Gironde            |  | Républicains de gauche             |  | Gauche indépendante (1937-1938)→Républicains de gauche | Pour                      |
| Jean Hennessy                             | Alpes-Maritimes    |  | Non élu                            |  | Gauche indépendante (1937-1940)→                       | Contre                    |